# Chiến tranh Peloponnisos
Chiến tranh Peloponnisos, 431 đến 404 TCN, là một cuộc chiến giữa các thành bang Hy Lạp cổ đại. Liên minh Peloponnisos được lãnh đạo bởi thành bang Sparta đã đánh bại liên minh Delos do Athens dẫn đầu. Các nhà sử học thường chia nó thành ba giai đoạn. Trong giai đoạn đầu tiên, cuộc chiến Archidamius, Sparta phát động cuộc xâm lược Attica lặp đi lặp lại, trong khi Athena phát lợi dụng sức mạnh hải quân để tấn công bờ biển Peloponnesus cố gắng ngăn chặn các dấu hiệu bất ổn trong đế chế, giai đoạn này của cuộc chiến được quyết định năm 421, với hiệp ước hòa bình Nicias. Tuy nhiên hiệp ước đó không có tác dụng được bao lâu khi một cuộc chiến mới lại xảy ra ở Peloponnisos. Sự đối đầu giữa Sparta và một liên minh của Athena là Argos vào năm 418 TCN lại làm bùng lên cuộc chiến. Tại Mantinea, Sparta đã đánh bại liên quân Athen và liên minh của họ. Chiến tranh lại tiếp tục, và Alcibiades đã lên nắm quyền lực tại Athena. Năm 415 TCN Alcibiades đã thuyết phục Quốc hội Athen gửi một lực lượng viễn chinh lớn để tấn công Syracusus ở Sicilia, cuộc xâm lược hoàn toàn thất bại khi toàn bộ lực lượng trên bị tiêu diệt, trong năm 413 TCN. Điều này mở ra giai đoạn cuối của cuộc chiến, thường được gọi là cuộc chiến Decelea, hoặc chiến tranh Ionia. Trong giai đoạn này, Sparta được sự hỗ trợ từ Ba Tư, hỗ trợ các cuộc nổi loạn ở các bang chịu sự ảnh hưởng của Athen ở biển Aegea và Ionia, phá hoại đế chế Athen, và, cuối cùng, lấy đi sự uy quyền của thành phố hải quân. Việc phá tan hạm đội Athen ở Aegospotami đã đánh dấu sự kết thúc cuộc chiến, và Athen đã đầu hàng ngay trong năm sau.
Cuộc chiến phần nào giúp định hình lại thế giới Hy Lạp cổ đại. Trên mức độ quan hệ quốc tế, Athen, thành bang hùng mạnh nhất ở Hy Lạp trước cuộc chiến đã suy sụp hoàn toàn kéo theo cả chế độ dân chủ, trong khi Sparta trở thành thành bang hùng mạnh nhất Hy Lạp. Các tổn thất kinh tế của cuộc chiến đã được cảm nhận trên khắp Hy Lạp; đói nghèo trở nên phổ biến rộng rãi trong Peloponnesus, trong khi Athena thấy bản thân hoàn toàn bị tàn phá, và không bao giờ lấy lại được sự thịnh vượng trước. Cuộc chiến đã rèn được sự tinh vi hơn cho xã hội Hy Lạp, xung đột giữa dân chủ Athena và chủ nghĩa quân phiệt Sparta, mỗi trong số đó ủng hộ thân thiết các phe phái chính trị trong phạm vi bang khác, cuộc nội chiến xảy ra phổ biến trong thế giới Hy Lạp.